# Münzstätte Langensalza
Die ersten Nachweise einer Münzstätte Langensalza (Salza) sind mit Brakteaten der Herren von Salza, geprägt von etwa 1255 bis 1300, erbracht worden. Seit 1379 besaßen der Landgraf von Thüringen und der Erzbischof von Mainz die Münze jeweils zur Hälfte. Im Jahr 1400 war sie ganz im Besitz der Wettiner. Letzte Gepräge der Groschenzeit sind halbe Schwertgroschen mit der Jahreszahl (14)90. Sie wurden ebenfalls in der Münzstätte Zwickau geschlagen.

## Geschichte

### Brakteatenzeit
Langensalza (Salza) mit dem Schloss Dryburg gehörte von etwa 1162 bis 1346 den Dynasten von Salza. Sie waren als kaiserliche Beamte im Besitz des Münzrechts und besaßen im 13. Jahrhundert dort eine Münzstätte, die durch Münzfunde nachgewiesen ist. Zum Beispiel befand sich im Münzfund von Taubach ein Brakteat mit der Umschrift SAL-ZA und dem Bild eines Herren von Salza, der ein Widderhorn (sein Wappenbild) in der linken Hand hält. In der Chronik der Stadt Langensalza von 1818 ist ebenfalls ein Brakteat mit der Inschrift SALZA beschrieben, der im äußeren Ring die Zeichen V. † A. † V. † A. † hat und als Münzbild einen sitzenden Dynast zeigt. Die Münzstätte arbeitete sporadisch und hatte nur ein geringes Prägevolumen.

### Groschenzeit
Im Jahr 1346 wurden die Stadt und das Schloss von den damaligen Besitzern, den Brüdern von Salza verkauft. Einen Teil des Gebietes erhielt der Erzbischof von Mainz, den anderen der Markgraf von Meißen. Markgraf Friedrich II. (der Ernsthafte) (1323–1349) machte den Besitz des Erzbischofs streitig. Im Verlauf des Streites setzte sich der Markgraf mit Waffengewalt in den Besitz, wobei die Stadt größtenteils zerstört wurde. Das Ergebnis war ein Vergleich. Langensalza wurde 1379 gemeinsames Eigentum. Im Jahr 1400 gehörte die Stadt ganz den Wettinern.
Die Landeshauptmünzstätte der Wettiner befand sich seit dem 13. Jahrhundert in Freiberg. Daneben errichteten die meißnisch-sächsischen Landesfürsten für die Herstellung ihrer silbernen Groschenwährung Ende des 14. und im 15. Jahrhundert weitere Münzstätten in Sangerhausen, Zwickau, Gotha, Leipzig, Weimar, Colditz, Wittenberg und Langensalza, die zum Teil nur zeitweise in Betrieb waren.
Im Zusammenhang mit der Reform der Groschenmünzen kam es 1381 zu einer Übereinkunft zwischen den Wettinern über eine gleichmäßige Ausprägung der Pfennigmünzen durch die fünf Thüringer Städte Eisenach, Gotha, Jena, Langensalza und Weißensee. Demnach wurden 624 Pfennige aus der 12 lötigen Erfurter Münzmark mit 0,375 g Rauhgewicht oder 0,281 g Feingewicht zu 8 Pfennige auf den Groschen ausgebracht. Infolge der ständigen Verringerung des Silbergehalts der Groschen konnte die Münzordnung für die Hohlpfennigprägung nicht dauerhaft eingehalten werden. Neue Anweisungen für die Städte, erhalten sind die von 1392 und von 1397 oder 1398, wurden erforderlich, nach denen der Silbergehalt herabgesetzt wurde.
Thüringer Hohlpfennige in einheitlicher Ausführung nach der Vereinbarung mit den fünf wettinischen Städten, einschließlich Langensalza, zeigen folgende Bilder: 

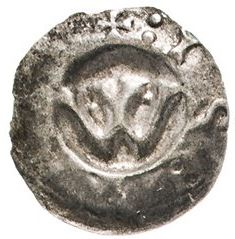
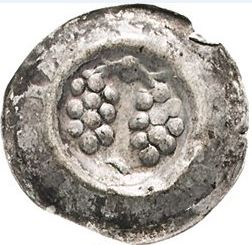
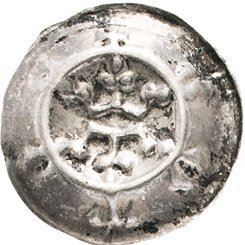
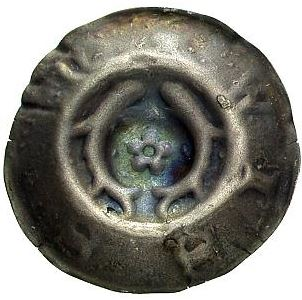

Unter der Verwaltung der Münze in Langensalza durch die beiden Münzmeister Conrad von Margreten und Sycze von Rotenfels lag der Feinsilbergehalt der Hohlpfennige im Jahr 1399 bei nur noch 0,097 g bei einem Rauhgewicht von 0,260 g. Am 7. Juni 1401 übertrug Landgraf Balthasar die Pfennigmünze, die seit 1379 zur Hälfte, seit 1400 im Gesamtbesitz der Wettiner war, dem Münzmeister Conrad von Cassel.
Wahrscheinlich ließ der Erzbischof von Mainz vor 1387 in Salza ebenfalls Münzen prägen.
Nach der Leipziger Hauptteilung im Jahr 1485 gehörte die Stadt Salza zum albertinischen Herzogtum Sachsen. Berg- und Münzrecht wurden jedoch weiterhin gemeinsam ausgeübt.
Letzte Münzprägungen der Münzstätte Langensalza sind gemeinschaftlich geprägte halbe Schwertgroschen, Pfennige und Heller des Kurfürsten Friedrich III. (der Weise) mit seinem Bruder Johann und Herzog Albrecht (der Beherzte). Die Groschenmünzen tragen die Jahreszahl (14)90 (KRUG Nr. 1708–1710). Die Vorderseite zeigt den Kurschild und die Rückseite den hochgeteilten Schild Meißen-Landsberg, beide im Dreipass und beiderseits mit Münzmeisterzeichen Kleeblatt. (Das Münzbild entspricht dem abgebildeten halben Schwertgroschen der Münzstätte Freiberg – siehe Münzstätte Freiberg – Groschenarten und Bezeichnungen). Sie wurden ebenfalls in der Münzstätte Zwickau geschlagen. Die Ausprägung erfolgte nach der Münzordnung von 1482. Sie wurden zu 42 Stück auf den rheinischen Gulden verrechnet. Es galt:
- 1 Spitzgroschen = 2 halbe Schwertgroschen = 12 Pfennige = 24 Heller.[17]

Dazu schrieb POSERN-KLETT 1846:
Im Jahre 1490 vereinigten sich Friedrich der Weise, Johann und Georg in Zwickau und Salza (Langensalza) eine Quantität Silber nach altem Schrot und Korn ausmünzen zu lassen. Klotzsch gibt an, es seien 1700 Mark Silber nach Langensalza bestimmt worden, um daraus 1000 Mark in Groschen, 550 in Pfennigen und 150 in Hellern zu prägen. Georg, der hier für Herzog Albrecht erscheint, vertrat seinen Vater, wenn dieser infolge seiner kriegerischen Unternehmungen in seiner Eigenschaft als Statthalter in Westfriesland weilte.

### Kipper- und Wipperzeit
In der Zeit der Geldverfälschung, der Kipper- und Wipperzeit, wurde die Monopolstellung der kurfürstlich-sächsischen Dresdner Münze mit der Errichtung von Kippermünzstätten  durchbrochen. Auch in Langensalza setzte ab Oktober 1621 unter dem Münzmeister Andreas Becker die in immer größeren Umfang betriebene Herstellung von Interims- oder Kippermünzen ein. Die Münzstätte war nicht wie die meisten zahlreichen anderen Kippermünzstätten verpachtet, sondern wurde als Landmünze betrieben. Bekannt sind die für Kurfürst Johann Georg I. (1611–1656) geprägte 12- und 24-Kreuzerstücke von 1621 mit dem Münzzeichen „Drei Türme“ (Stadtwappen von Langensalza).
Carl Christoph von Brandenstein war kurfürstlicher Kammerrat und Ratgeber des Kurfürsten. Die Prägung der Kippermünzen lag in Sachsen in seiner Verantwortung. Über sein Wirken ist wenig bekannt, da wahrscheinlich allzu aufschlussreiche Akten beseitigt wurden.
Siehe auch: Kippertaler

## Münzmeister der Münzstätte Langensalza
(Groschenzeit nach KRUG, Kipper- und Wipperzeit nach HAUPT)
| Münzmeister                        | von          | bis      | Münzmeisterzeichen | Bemerkung                                      |
| ---------------------------------- | ------------ | -------- | ------------------ | ---------------------------------------------- |
| Hans Münzer (Münczer) von Eschwege | 1392 erwähnt |          |                    |                                                |
| Hans von Solsteder                 | 1398 erwähnt |          |                    |                                                |
| Sycze von Rotenfels                | 1399 erwähnt | 1401 (?) |                    |                                                |
| Conrad von Margreten               | 1399 erwähnt | 1401 (?) |                    |                                                |
| Conrad von Cassel                  | 1401 erwähnt |          |                    | sonst Münzmeister in Franken (Hildburghausen?) |
| Augustin Horn                      | 1490         |          | Kleeblatt          | auch in Zwickau und Schneeberg                 |
| Andreas Becker                     | 1621         |          | Drei Türme         | Kippermünze                                    |